# Jessie Busley
Jessie Busley (10 de marzo de 1869 – 20 de abril de 1950) fue una actriz radiofónica, teatral y cinematográfica de nacionalidad estadounidense, con una carrera que se prolongó a lo largo de seis décadas.

## Biografía
Nacida en Albany, Nueva York, 
Busley trabajó en más de 25 obras teatrales producidas por Charles Frohman en los primeros quince años de su trayectoria.
Su debut en el cine llegó en junio de 1930 con el film The Devil's Parade, un corto de Warner Bros. Pictures en el cual actuaba Joan Blondell. Más adelante actuó en Brother Rat y Brother Rat and a Baby, junto a Priscilla Lane, Jane Bryan, Eddie Albert, Jane Wyman y Ronald Reagan.
En 1939 también trabajó con Kay Francis, James Stephenson y Humphrey Bogart, en esta ocasión en la película King of the Underworld, y al siguiente año de nuevo actuó junto a Bogart en It All Came True, film en el que también participaba Ann Sheridan.
Jessie Busley falleció en Nueva York en 1950. Había estado casada con Jack Ferris y con el actor Ernest Joy.

### Teatro
| - The Manoeuvres of Jane - Hearts Are Trumps - The Brixton Burglary - A Royal Rival - Sky Farm - The New Clown - The Two Schools - Little Mary - Mrs. Leffingwell's Boots - In the Bishop's Carriage - The Cottage in the Air - Liz the Mother - The Winter's Tale - Old Heidelberg - Noche de reyes | - Pollyanna - A Young Man's Fancy - Daisy Mayme - To-Morrow - An Affair of State - The Streets of New York - Pillars of Society - The Bride the Sun Shines On - Alien Corn - The Great Waltz - First Lady - The Women - Over 21 - The Rich Full Life - The Happiest Years |

### Filmografía
| - The Devil's Parade (1930) - Personal Maid (1931) - Brother Rat (1938) - King of the Underworld (1939) | - Brother Rat and a Baby (1940) - It All Came True (1940) - Escape to Glory (1940) |